# Trilogia del dòlar
La Trilogia del dòlar, també coneguda com a Trilogia de l'home sense nom, és una sèrie de tres pel·lícules que argumentalment no tenen relació entre elles, però tenen una estètica, una temàtica, una unitat temporal, unes formes i una banda sonora comunes. Van ser realitzades durant la dècada del 1960 i dirigides pel director italià Sergio Leone, protagonitzades per l'actor Clint Eastwood i amb música del compositor Ennio Morricone.
- 1964: Per un grapat de dòlars (Per un pugno di dollari)
- 1965: Per qualche dollaro in più
- 1966: El bo, el lleig i el dolent (Il buono, il brutto, il cattivo).